# Bereichsschätzer
Ein Bereichsschätzer ist eine bestimmte Schätzfunktion in der mathematischen Statistik. Im Gegensatz zu einem Punktschätzer sind Bereichsschätzer mengenwertige Abbildungen; sie ordnen jedem Ausgang eines statistischen Experimentes also eine Menge und nicht einen einzelnen Wert zu. Bei diesen Mengen handelt es sich meist um Ellipsen, Kugeln oder Intervalle. Im letzten Fall spricht man auch von einem Intervallschätzer.
Bereichsschätzer bilden die mathematische Grundlage für die Bestimmung von Konfidenzbereichen (Konfidenzschätzung). Dies sind diejenigen Mengen, bei denen eine vorgegebene Überdeckungswahrscheinlichkeit garantiert ist.
Wie bei Entscheidungsfunktionen unterscheidet man zwischen randomisierten und nichtrandomisierten Bereichsschätzern.

## Nichtrandomisierte Bereichsschätzer
Gegeben sei ein Messraum {\displaystyle (M,{\mathcal {A}}_{M})} sowie ein statistisches Modell {\displaystyle (X,{\mathcal {A}},(P_{\vartheta })_{\vartheta \in \Theta })}. Dann heißt eine Abbildung
{\displaystyle C\colon X\to {\mathcal {A}}_{M}}
ein (nichtrandomisierter) Bereichsschätzer, wenn für jedes {\displaystyle m\in M} die Menge
{\displaystyle A(m)=\{x\in X\,|\,m\in C(x)\}}
in der σ-Algebra {\displaystyle {\mathcal {A}}} enthalten ist. {\displaystyle A(m)} heißt der Annahmebereich von {\displaystyle m} und enthält alle Elemente der Grundmenge, bei deren Eintreten der Wert {\displaystyle m} überdeckt wird.

### Beispiel
Gegeben sei der Messraum {\displaystyle ([0,1],{\mathcal {B}}([0,1]))} und als statistisches Modell das Produktmodell
{\displaystyle (\{0,1\}^{100},{\mathcal {P}}(\{0,1\})^{\otimes 100},\operatorname {Ber} _{\vartheta }^{\otimes 100})},
das den 100-fachen Münzwurf modelliert. {\displaystyle \operatorname {Ber} _{\vartheta }} bezeichnet hierbei die Bernoulli-Verteilung.
Ein typischer Intervallschätzer wäre dann eine Abbildung, die jedem Ausgang des Experimentes ein Intervall um das arithmetische Mittel herum zuordnet. Bezeichnet man dieses mit {\displaystyle {\bar {x}}} und ist {\displaystyle \varepsilon >0}, so wäre die Funktion
{\displaystyle C(x)=[{\bar {x}}-\varepsilon ,{\bar {x}}+\varepsilon ]}
ein Bereichsschätzer.
Streng genommen müsste man das Intervall noch mit {\displaystyle [0,1]} schneiden, um auch für größere {\displaystyle \varepsilon } zu garantieren, dass es sich immer um eine Teilmenge der Grundmenge des Messraumes handelt.

## Einordnung als Entscheidungsfunktionen
Bereichsschätzer lassen sich im allgemeinen Rahmen eines statistischen Entscheidungsproblems als mengenwertige Entscheidungsfunktionen darstellen. Dazu wählt man als Grundmenge des Entscheidungsraumes {\displaystyle \Omega } die σ-Algebra {\displaystyle {\mathcal {A}}_{M}}. Die Elemente der Grundmenge des Entscheidungsraumes sind dann also Mengen. Die σ-Algebra auf der Grundmenge des Entscheidungsraumes definiert man über die von den Hilfsmengen
{\displaystyle T_{m}:=\{K\in {\mathcal {A}}_{M}\,|\,m\in K\}}
erzeugte σ-Algebra {\displaystyle \Sigma :=\sigma (T_{m};m\in M)}. Dann ist die Funktion {\displaystyle C} eine {\displaystyle {\mathcal {A}}-\Sigma }-messbare Funktion und damit eine nichtrandomisierte Entscheidungsfunktion.

### Randomisierte Bereichsschätzer
Mittels dieser Konstruktion lässt sich dann auch ein randomisierter Bereichsschätzer {\displaystyle \delta } definieren: Es handelt sich dabei um einen Markow-Kern von {\displaystyle (X,{\mathcal {A}})} nach {\displaystyle (\Omega ,\Sigma )}, das heißt für {\displaystyle \delta \colon X\times \Sigma \to [0,1]} gilt:
- Für jedes {\displaystyle x\in X} ist {\displaystyle \delta (x,\;\cdot \;)} ein Wahrscheinlichkeitsmaß auf {\displaystyle (\Omega ,\Sigma )}.
- Für jedes {\displaystyle S\in \Sigma } ist {\displaystyle \delta (\;\cdot \;,S)} eine {\displaystyle {\mathcal {A}}}-messbare Funktion.

{\displaystyle \delta (x,K)} ist dann die Wahrscheinlichkeit, sich bei Eintreten von {\displaystyle x} für eine Menge {\displaystyle K\in {\mathcal {A}}_{M}=\Omega } zu entscheiden.

## Konstruktion
Gängige Methoden zur Konstruktion von Bereichsschätzern sind u. a. Pivotstatistiken und approximative Pivotstatistiken.